# 倪輅
倪輅，明朝云南昆明人。
明世宗嘉靖元年（1522年）举人，授为威远知县，力辞而不赴任，自己闭门读书。万历年间，写成《明野史》。有人认为就是《南诏野史》。此书清代多有传本，多以原书为基础改订编刻，有嘉靖杨慎本、崇祯阮元声本、清朝乾隆胡蔚订正本、道光王崧本。